# Plurk
Plurk (рус. Плюрк, реже — Плёрк или Пларк) — бесплатный сервис микроблогинга, позволяющий пользователям публиковать небольшие текстовые заметки (до 210 символов), используя веб-интерфейс, сторонние программы-клиенты и некоторые средства мгновенного обмена сообщениями.
Заметки отображаются в хронологическом порядке на временной шкале, расположенной на странице пользователя, и становятся доступными к просмотру для других пользователей, являющихся его подписчиками, на их собственных страницах. Пользователи сервиса имеют возможность комментировать заметки и делиться ими друг с другом, вынося наиболее интересные из них на специально отведённую под это «главную» страницу.

## История
С 23 апреля 2009 года доступ к сервису заблокирован на территории Китайской Народной Республики с санкции местных властей.

## Особенности
Интерфейс страницы пользователя выполнен в виде прокручиваемой по горизонтали временной шкалы, на которой в хронологическом порядке (от поздних к ранним) располагаются пользовательские заметки.
При создании новой заметки и при написании комментария пользователь может указать уточняющее действие — глагол, который в дальнейшем включается в текст сообщения в качестве вводного слова и служит характеристикой действия автора в момент публикации (напр., «думает», «чувствует», «любит», «ненавидит» и т. д.). В текст сообщения также могут быть встроены видеозаписи, опубликованные на сервисах YouTube или Vimeo, и изображения. Доступны графические смайлики.
Для каждой новой заметки пользователь может задать свои индивидуальные параметры видимости, вплоть до наделения правами доступа конкретного перечня пользователей.

### Карма
На сайте действует схема нематериального поощрения пользователей, которая выражается в повышении уровня «кармы» и в присвоении пользователям «орденов».
В то время как ордена являются единожды присуждаемыми отметками о достижении пользователем определённых показателей («Написал более 100 заметок», «Пригласил более 10 пользователей» и т. п.) и могут служить наглядным подтверждением причастности пользователя к определённой группе («Переводчик сервиса», «Разработчик приложения на API» и т. п.), уровень кармы динамичен и напрямую зависит от частоты публикации пользователем персональных заметок (чем выше частота — тем выше уровень кармы). Высокий уровень кармы позволяет пользоваться дополнительными наборами графических смайликов.

## Технология
Движок сервиса написан на языке программирования JavaScript. Обновление страниц сайта осуществляется по технологии AJAX.
Открытие API состоялось 4 декабря 2009 года.
Некоторые из технологий, которые используют разработчики Plurk, распространяются по лицензии BSD.

## Конфликты, судебные иски и дела

### Конфликт с MSN China
В ноябре 2009 года китайское подразделение корпорации Microsoft объявило о запуске в режиме бета сервиса MSN Juku, который должен был стать инструментом поиска новых друзей для пользователей веб-портала MSN, проживающих в Китае. Профильная пресса охарактеризовала новинку как «сервис микроблогов, подобный Твиттеру», однако представители китайского крыла Microsoft домыслы о подобном сходстве отвергли.
14 декабря 2009 года в официальном блоге Plurk появилась запись, в которой утверждалось, что 80 % программного кода MSN Juku вместе с элементами CSS и пользовательским интерфейсом сервиса являются копией авторских наработок Plurk. В этот же день головным офисом Microsoft был распространён пресс-релиз о начале служебной проверки. По итогам проверки корпорация признала факт плагиата и приняла решение о немедленном закрытии MSN Juku, после чего принесла создателям Plurk свои извинения.

### Судебные дела в отношении пользователей сервиса
В марте 2010 года полицией провинции Тайвань Китайской Республики было возбуждено два дела в отношении местных жителей, которые использовали сервис для публикации угроз в адрес дочерей действующего президента республики, Ма Инцзю, а также призывов к расправе над самим президентом.